# Tenczyn (hrad)
Tenczyn je hrad ve vsi Rudno v Malopolském vojvodství. Nachází se v oblasti Krakovsko-Čenstochové jury a vede přes něj turistická trasa Orlích hnízd. V 19. století se v okolí krátce těžilo uhlí. Nyní je zřícenina hradu, který byl ve 14. století začleněn do kazimierzského obranného systému tzv. Orlích hnízd, otevřena veřejnosti. Hrad stojí na bývalém sopečném kuželu, který je nejvyšším kopcem tzv. Tenczyńského hřbetu.

## Historie
První písemná zmínka o hradu Tenczyn pochází z 24. září 1308. V té době zde pobýval se svou rytířskou skupinou Vladislav I. Lokýtek, který vydal dokument, jímž hrad svěřil cisterciáckému klášteru v Sulejowě. Předpokládá se, že první, tehdy dřevěný hrad, postavil kolem roku 1319 kastelán Krakova Nawój z Morawice. Ten postavil největší hradní věž známou dnes pod názvem Navigační. Zakladatelem cihlového hradu byl jeho syn Jędrzej (Andrzej), vévoda z Krakova a Sandomierze. Ten dal na nejvyšší, severovýchodní části kopce vztyčit další část hradu, ve které žil a kde také v roce 1368 zemřel. On byl také prvním, kdo přijal příjmení Tęczyński. Syn Jędrzeje, Jaśko, hrad dále zrekonstruoval a významně rozšířil. Také zde byla tehdy založena kaple. Z této doby pochází první zmínka o hradu přímo v historických dokumentech. V tomto hradu Vladislav Jagellonský také umístil některé z důležitějších germánských vězňů, zajatých během bitvy u Grunwaldu.

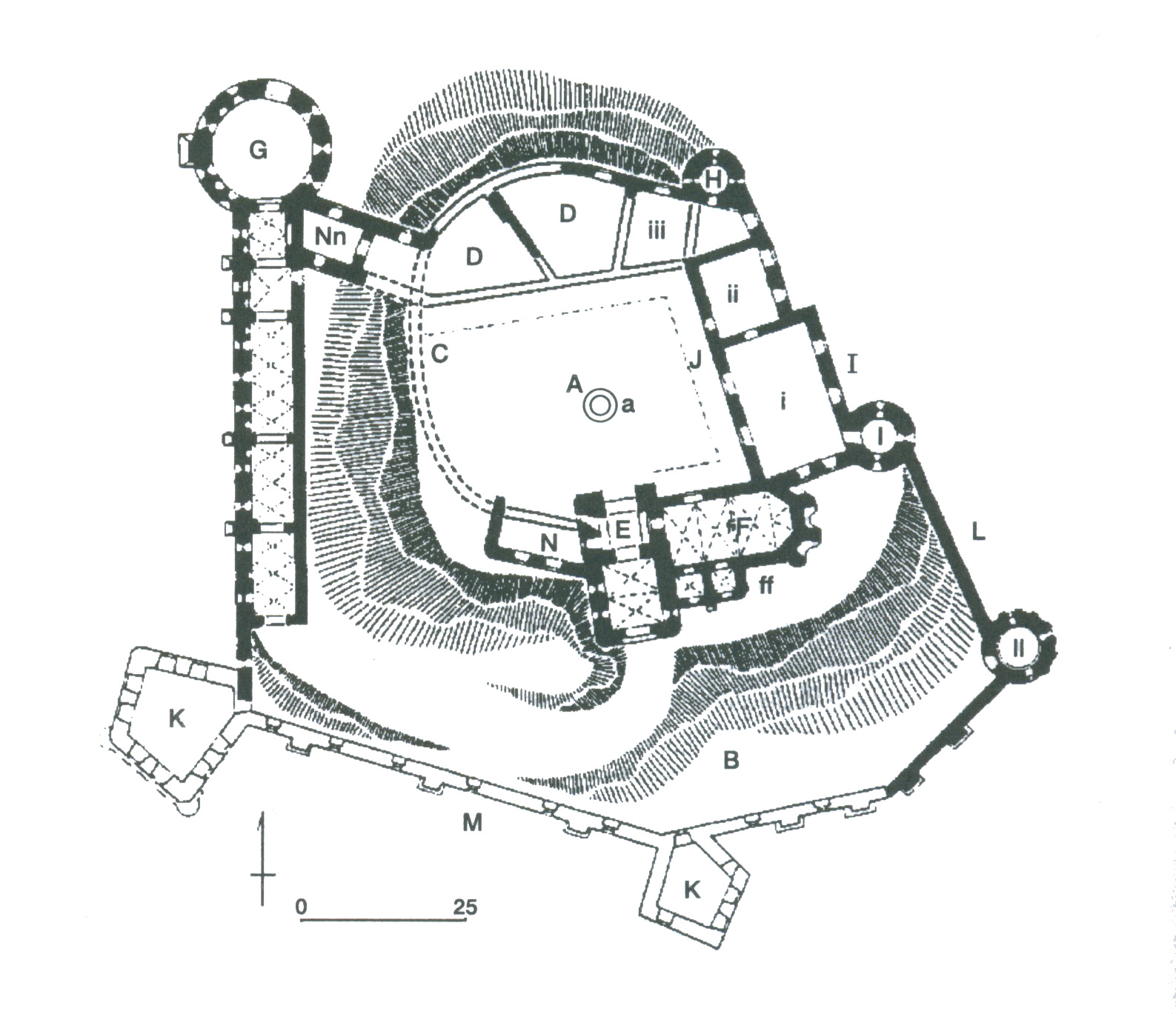
Plánek zříceniny. Je zde zakresleno pravděpodobné rozložení jednotlivých místností, věží, ubytování posádky a služeb a celkové opevnění hradu na základě zákona o rozdělení z roku 1553 a dle kresby E. J. Dahlberga z roku 1655. A – horní hrad (14. století),
B – dolní hrad (14./15. století), vnější předhradí (1553)
C – rekonstrukce průběhu zbourané obvodové zdi
D – obytný dům – stáje, kuchyně, pekárna, vozovna (1553, 1773)
E – věž brány, tzv. Navigační věž s předními dveřmi
F – kaple (14.–15. století)
G – barbakan a vstupní šíje
H – Dorotina věž ze 14./15. století (1553)
I – reprezentativní část (15. století)
J – ambity (1579–1584)
K – bašty (přelom 16./17. století)
L – zdi a dvě věže vnějšího předhradí; I – věž z 15. století, II – věž z 15. století (vězení?)
M – hradby vnější předhradí po opevnění bašty (16./17. století)
N – ubytování posádky a služeb
Nn – čtvercová věž (pravděpodobně nejstarší věž brány ze 14. století, později pohlcena budovami)

Rodina Tęczyńských získala velký význam, v té době vlastnila již 45 měst, z toho patnáct poblíž hradu. V roce 1461 žil na hradu v Rudně téměř rok Jan Długosz. Hrad v polovině 16. století často navštěvovali význačné osobnosti tehdejší doby: Mikołaj Rej, Jan Kochanowski, Piotr Kochanowski a řada dalších významných osobnosti polské renesance. V té době se podoba hradu příliš nezměnila. Byl zde statek, lázeňský dům, pivovar se sladovnou a další hospodářské objekty. V roce 1570 kastelán Wojnica, který byl tehdy vládním úředníkem napsal, že majitel „… přestavěl hrad v Tenczyně za velkou cenu“. O tom píše Bartoloměj Paprocký ve své knize Herby rycerstwa polskiego na piecoro ksiag rozdielene.
Hrad měl tři křídla, otevřená na západ, zdobená renesančními atikami, římsami a ambity. Tyto přestavby pokračovaly až do začátku 17. století. Hrad byl obehnán opěrnou zdí, na severu byly vyztuženy vstupní bašty (barbakán) a z jihu byly vystavěny dvě pětiboké věže. Na severu se pod hradem nacházely zahrady a na západní a jižní straně vinice. Poslední velkou investicí na hradu byla důkladná rekonstrukce hradní kaple, kterou na počátku 17. století založila Agnieszka Firlej, rozená Tęczyńska, pozdější zakladatelka kláštera bosých karmelitánek v Czerně. V roce 1637 zemřel poslední zástupce rodu, krakovský vojvoda Jan Magnus Tęczyński. Ten měl  jedinou dceru Izabelu, která se provdala za Łukasze Opalińského.
V roce 1655 Jerzy Lubomirský, když ustupoval před Švédy, ukryl ve spišské Staré Ľubovni korunní pokladnu. Zároveň ale rozšířil zprávu, že pokladnice byla uložena v Tenczyně. V roce 1655 hrad oblehl švédský oddíl pod velením Kurta Christopha von Königsmarck. Posádka vedená Janem Dziulou se vzdala. Švédové však nedodrželi podmínky smlouvy a celou ji pobili. Poté, co nenašli korunní poklad, v červenci 1656 hrad opustili a spálili. Po odchodu Švédů byl hrad do značné míry přestavěn a částečně osídlen. V roce 1748 nebo 1768 hrad v důsledku úderu blesku vyhořel a od té doby stále více chátral.
V roce 1783 byl popel posledního z rodu Tęczyńských Jana přenesen ze zámecké kaple do nového hrobu v kapli Svaté Kateřiny v Tenczynku. Od roku 1816 se hrad stal majetkem rodiny Potocki erbu Pilawa a zůstal v jejich rukou až do vypuknutí druhé světové války v roce 1939.
Počátkem 21. století hrad kvůli kompetenčním sporům mezi různými úrovněmi veřejné správy stále více chátral. V roce 2008 bylo založeno občanské sdružení Zachraňte Tenczyn, aby přimělo místní a ústřední úřady plnit své povinnosti a chránit památku.
V roce 2009 bylo zrušeno rozhodnutí odebrat hrad rodině Potockých jako součást pozemkové reformy z roku 1944, ale jeho oprava byla pozastavena. Ve stejném roce 2009 byl hrad kvůli špatnému technickému stavu pro návštěvníky uzavřen. O rok později získala hrad obec a pomocí prostředků z ministerstva kultury a z fondu národního dědictví začala zřiceninu opravovat.
V červenci 2016 v důsledku dohody uzavřené obcí Krzeszowice a dědici araběte Adama Potockého byla zřícenina hradu znovu otevřena návštěvníkům. Pořadatelem turistického provozu na zámku je Společnost pro rozvoj a propagaci umění.

## Galerie

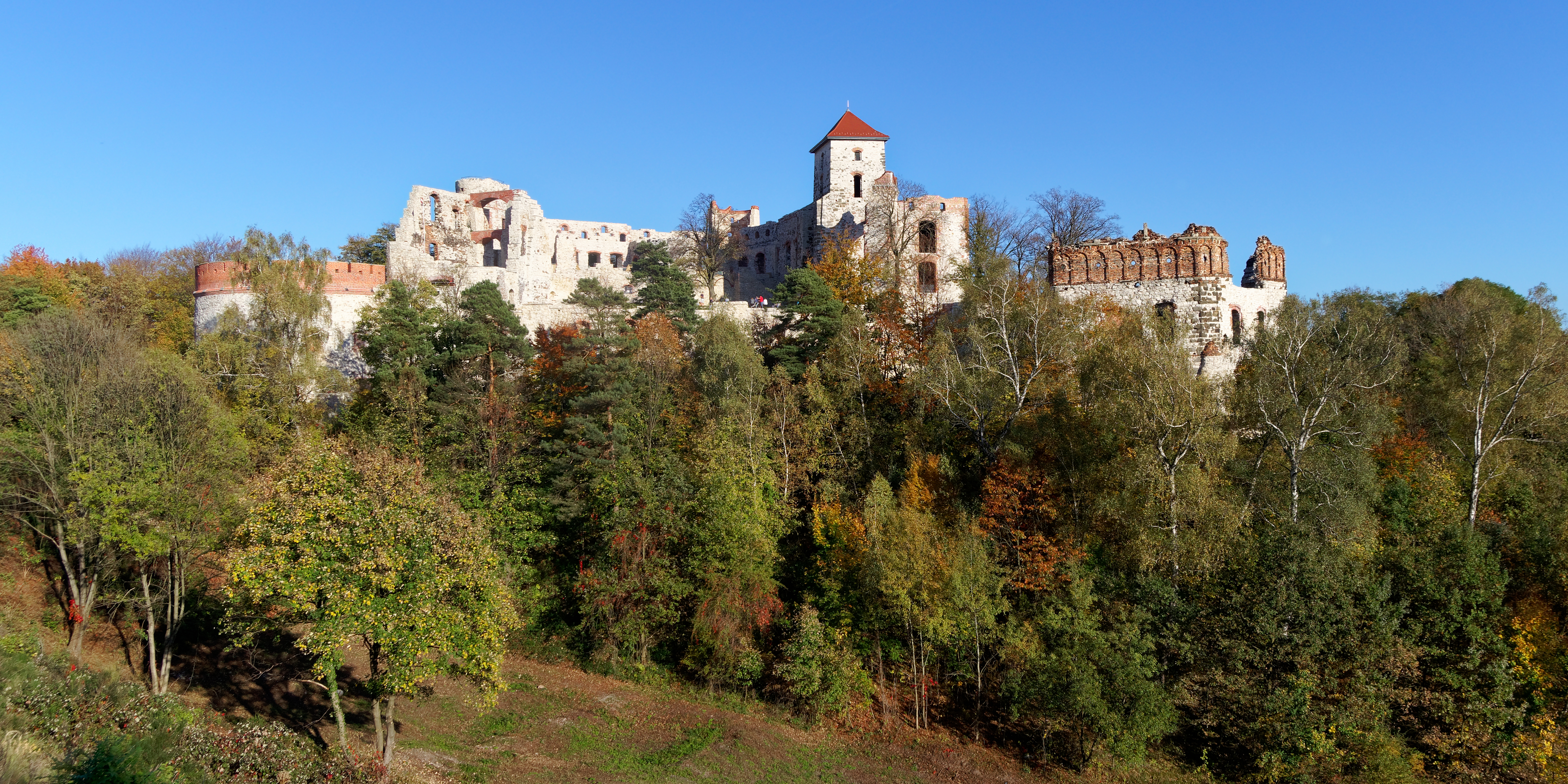
Hrad Tenczyn
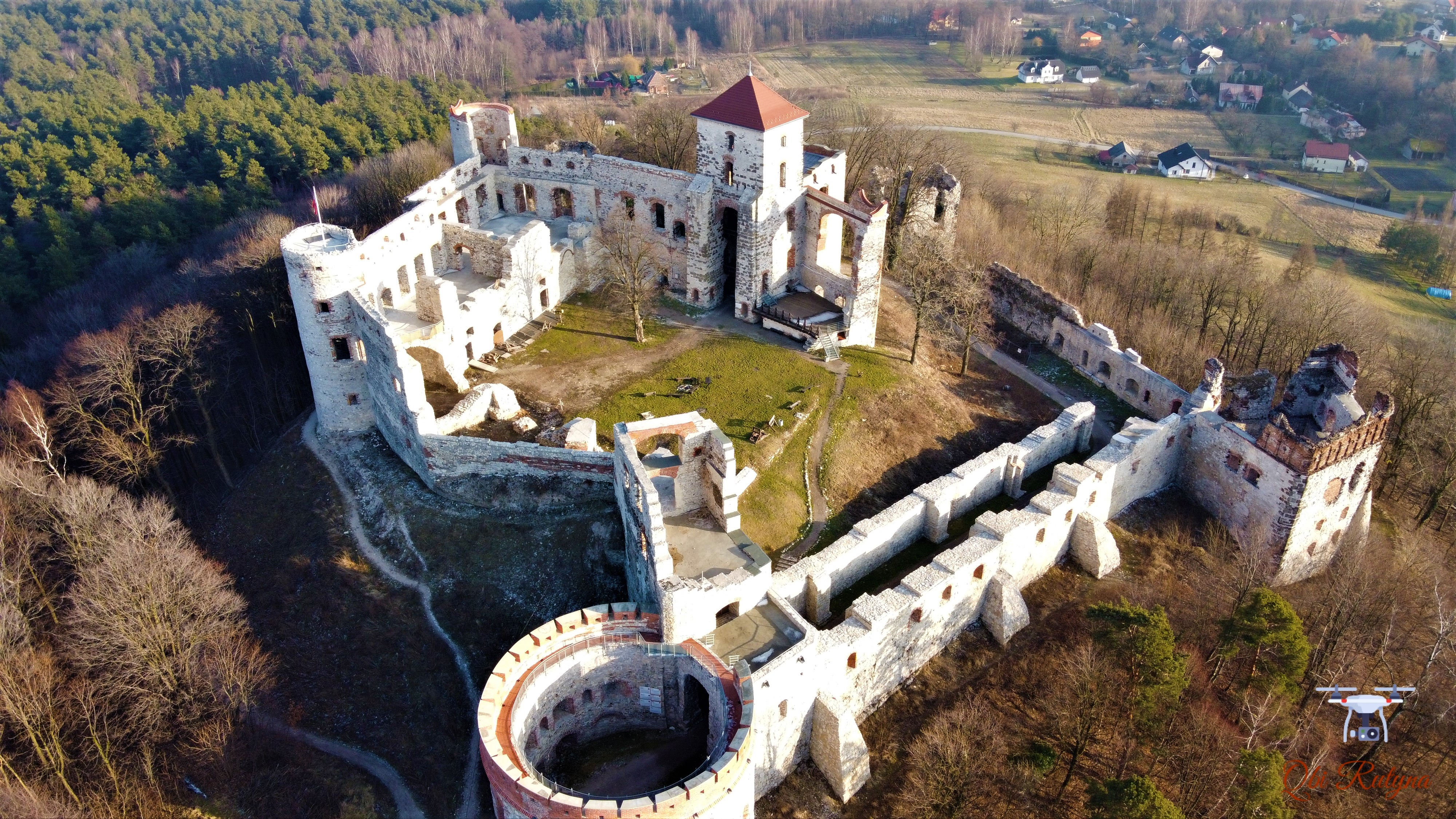
Hrad Tenczyn
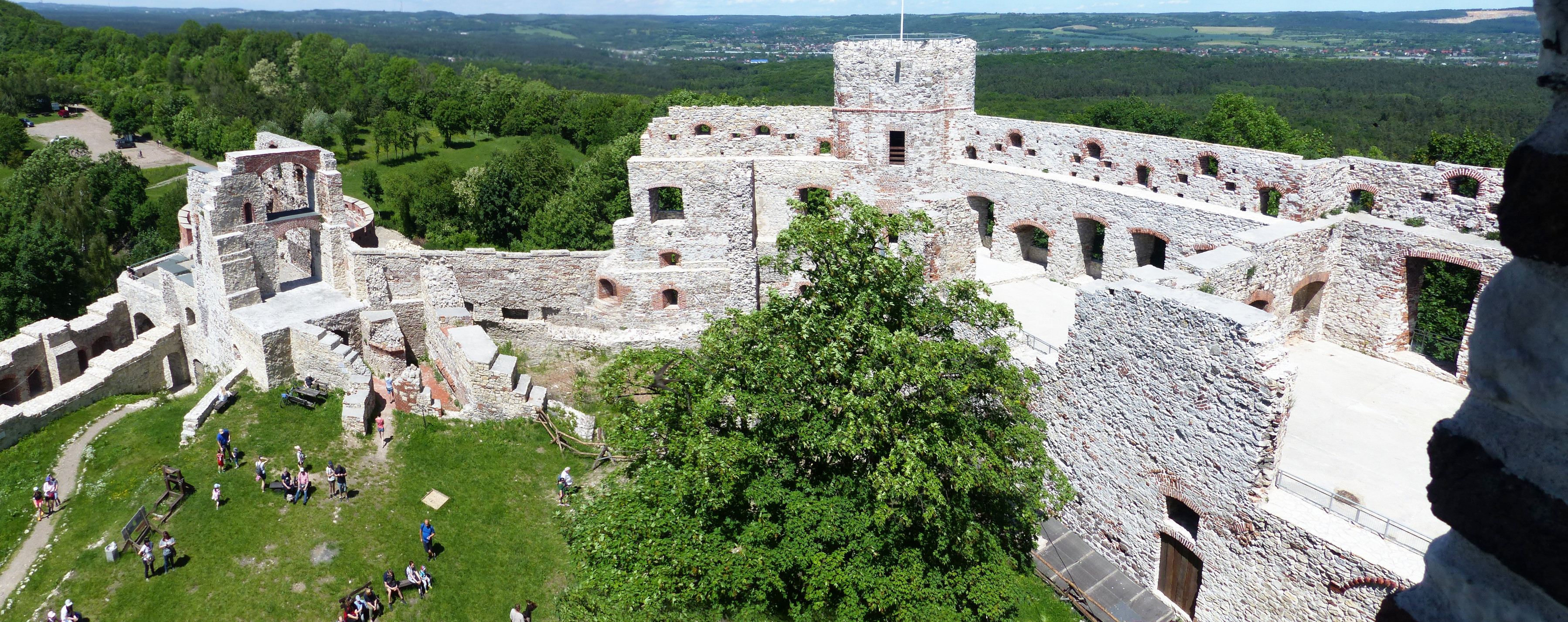
Tenczyn Pohled z výšky
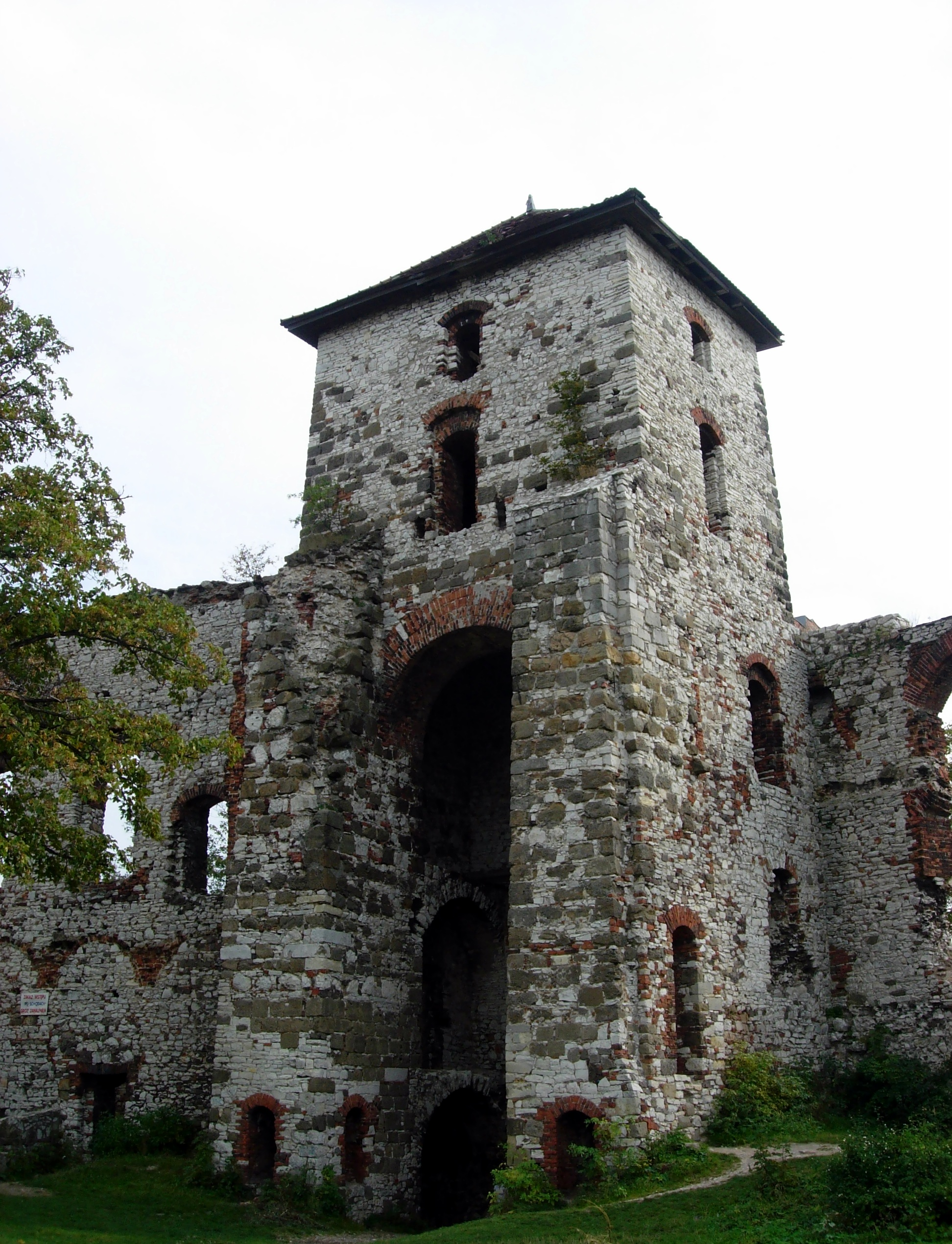
Věž hradu Tenczyn